# Maria Heimsuchung (München)

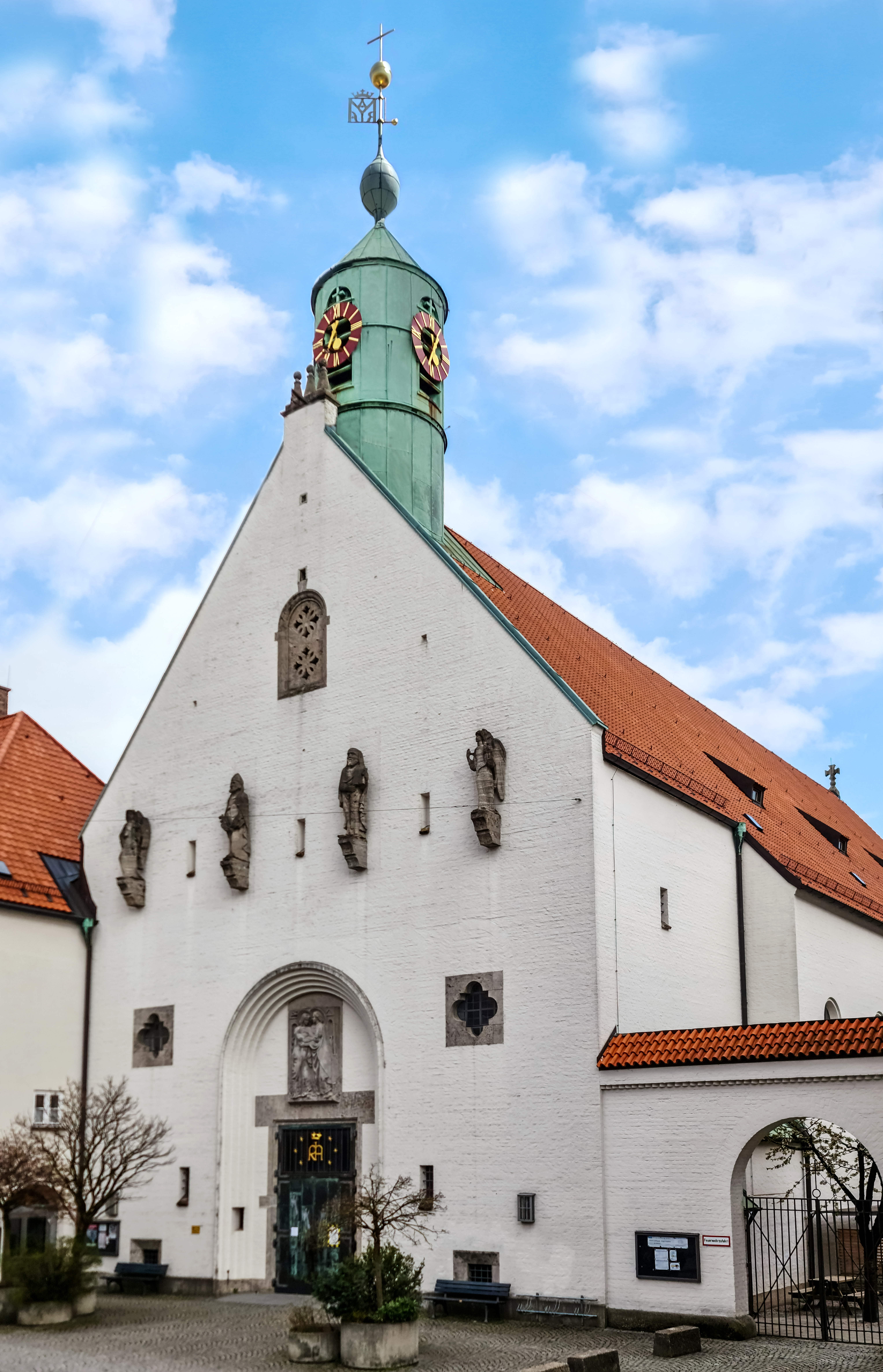
Nordfassade

Innenraum

Maria Heimsuchung ist eine römisch-katholische Pfarrkirche in München.
Die Kirche wurde 1933 bis 1934 im romanisierenden Stil von dem Münchner Architekten Oswald Bieber an der Westendstraße im Münchner Westend erbaut. Der Neubau wurde durch das starke Wachstum der Mutterpfarrei St. Rupert notwendig. Der Grundstein wurde am 1. Oktober 1933 gelegt, die Kirche wurde am 28. Oktober 1934 von Kardinal Michael von Faulhaber geweiht. Auf dem Relief über dem Portal der Kirche ist die namensgebende Heimsuchung Marias bei Elisabeth dargestellt. Ebenso stehen die Apostelfürsten Petrus und Paulus mit ihren Attributen Schlüssel, Tiara und Schwert in Stein gehauen an der Fassade. Die Wandmalereien in der Apsis und die Altäre stammen von Walter Bertram.
Im runden, mit Kupfer gefassten Dachreiter hängt ein für diese Dimensionen beachtliches vierstimmiges Bronzegeläute mit Schlagtonfolge d1 - f1 - g1 - b1.
In den 1950er Jahren errichtete die Gemeinde außerdem eine Kindertagesstätte mit Personalwohnungen.